# チョビ
チョビとは、佐々木倫子作の漫画『動物のお医者さん』に登場する、主人公・西根公輝（通称ハムテル）が飼っているシベリアン・ハスキーのメス犬。H大学獣医学部の教授漆原 信（以下、漆原教授）の友人宅で保護された後、教授の養育を経て当時まだ高校生だったハムテルに半ば強引に譲られた。出生時に母犬と兄弟を失う。母犬が高価な舶来の首輪をしていたため、富裕な家で飼われていた純血種ではないかと推測されるものの、チョビに血統書はない。名付け親は高校生時代からのハムテルの友人二階堂昭夫。札幌市在住。また、ある乗馬倶楽部にハムテルがアルバイトする間に利用する別荘（犬小屋）を持っている。連載当時本作品の人気に伴いハスキーブームが起きた。

## 経歴・エピソード
漆原教授の友人宅の床下で産まれ、H大学獣医学部でリリーを乳母犬として漆原教授に育てられる。その後飼い主を募集されるが、要領が悪く乳きょうだいの貰い手が決まっても彼女だけ売れ残る。ある日、獣医学部の解剖実習中に逃げ出してしまい、騒乱の中たまたまH大学構内を近道していた当時高校生のハムテルに懐いたため、漆原教授はハムテルにチョビを押し付けた上に彼に向かって「獣医になる!」と予言し、結果的にハムテルが獣医学部に進むきっかけを作る。ハムテルの進学後、ハムテルが大学に居るときは概ね大学構内で過ごしている。
毛の色はブラックとホワイト。ハスキー特有の般若顔の持ち主だが、性格は忠実かつとても温厚で基本的に怒ることがない。本気で喧嘩をしたことはないが、飼い主のハムテルが他のイヌに噛みつかれた際は、青筋を立ててそのイヌに飛び掛かった。すこし恐がりであり、同居するニワトリのヒヨちゃんが凶暴であることからニワトリが、またハスキーであるが故に夏の暑さが苦手である。また、雷鳴に驚き迷い込んだ山中での体験でトラウマになり、雷とそれに似た音におびえるようになった。物干し竿を飛び越せる脚力の持ち主でもあるが、西根家の裏口は、ある理由により越えられない。
好きな遊びはプロレスごっこ、サンダルの三枚おろし、水遊び。とくに水遊びは、するとヘンな顔になるほど好きだが、ハムテルがおぼれたふりをして試した際に、海は苦手であることが判明している。恵まれた体格を見込まれてマッシャー（犬ぞり使い）のブッチャーに犬ぞりチームにスカウトされる。
H大学受験日にハムテルに連れられて大学構内を歩いていたら、シベリアン・ハスキーを知らない受験生から「あ、オオカミだ。コワーイ。」と言われる場面がある（単行本第11巻126ページ参照）。

## その他
- 連載当初、シベリアンハスキーという犬種はマイナーであり、資料も少なかったため、シェパードの写真を資料にしてハスキーの模様を描き込んだということもあったと作者がコメントしている。
- 正式な商品化はされていないが、便乗で商品化されたと思われるシベリアンハスキーのぬいぐるみ「ちゅきちゅきハスキー」のメーカーバンダイは、花とゆめ誌上限定でチョビのぬいぐるみを販売したことがある。
- 正式な商品は存在しない代わりにシベリアンハスキーのぬいぐるみやグッズは大量に商品化されたが、後にチョコエッグ（厳密にはチョコQ＝アニマテイルズ）の動物フィギュアで有名になる海洋堂からは松村しのぶ原型のハスキー犬の子犬のリアルなフィギュア（レジン製、未塗装）を商品化していた（イベント『ワンダーフェスティバル』先行発売）。
- シベリアンハスキーブーム時に、チョビと名づけられたハスキー犬は多く、中には「動物のお医者さん」を知らないでブームでハスキーを飼った挙句、傍からチョビ呼ばわりされるケースもあった。
- シベリアンハスキーもブームが過ぎる頃には飼い犬としては賢くない（狼の本能が残っているため、頭が悪いわけではなく、単に要領が悪い）ことが顕著になり、「動物のお医者さん」でそれを盛りこんだエピソード（該当話のチョビを含む全てのハスキーにドブ落ち経験あり）も描かれた。このコミカルに描かれた部分がひとり歩きして、「ハスキーは頭が悪い」というと言われることが多いが、元来厳しい環境で人間にそり犬として飼われて淘汰された犬種であるので、聞き分けが良く協調性が高い個体が多い[2]。